# Tatilan
Tatilan (mađ. Dunatetétlen) je selo u jugoistočnoj Mađarskoj.
Zauzima površinu od 43,19 km četvornih.

## Zemljopisni položaj
Nalazi se u regiji Južni Alföld, na 46°45' sjeverne zemljopisne širine i 19°7' istočne zemljopisne dužine, 16 kilometara istočno od dunavske obale, 12 km jugoistočno od grada Šolte, a 15 km sjeverozapadno od sela Hartave.
Tatilan se smjestio na zapadnom rubu nacionalnog parka Kiskunsága (Mala Kumanija). Mađarsko ime za taj nacionalni park je Kiskunsági Nemzeti Park]. 

## Upravna organizacija
Upravno pripada kalačkoj mikroregiji u Bačko-kiškunskoj županiji. Poštanski broj je 6325.

## Promet
Nalazi se na cestovnoj prometnici koja ide pravcem sjeverozapad-jugoistok i spaja gradove Šoltu (mađ. Solt) i Kireš (Kereša, mađ. Kiskőrös).

## Stanovništvo
U Tatilanu živi 646 stanovnika (2005.). Stanovnici su Mađari.